# Медовий місяць
Медовий місяць — перша пора подружнього життя після весілля. Як правило, означає подорож чи відпустку щойно одружених, під час якої вони святкують свій шлюб. У переносному значенні вживається як позначення чогось щасливого, найкращої пори в чомусь.

## Походження
Медовий місяць, як вислів і як практика святкування першого місяця шлюбного життя, існує в багатьох країнах та культурах світу, у тому числі і українській. Існують різні версії походження цього вислову. У деяких культурах увага звертається, власне, на супутник Землі (фр. lune de miel) — місяць, під час його повної фази мало тривати щастя молодих. Також щастям вважалося одружуватися саме в його повну фазу, таким чином медовий місяць мав бути періодом щастя молодят.
За іншою версією, згадка меду пов'язується з тим, що цей продукт, а частіше напій, який виготовляли на його основі, пропонували молодим після шлюбу. Вважалося, що мед мав великі енергетичні якості, зокрема, щодо потенції чоловіків. За більш екзотичною версією, у країнах Середземномор'я, де практикувалося викрадення наречених, молоді ховалися від батьків протягом місяця і споживали у цей час мед. Звідки, як стверджується, і з'явилася традиція подорожувати після весілля.
Найправдоподібнішою етимологією медового місяця є його переносне значення — солодкої як мед насолоди молодят одне одним. Вважалося, що молоді мали залишити рідних та знайомих і усамітнитися для святкування та веселого проведення часу. Згодом до цього додалася практика подорожей, під час якої молоді люди святкували свій шлюб.

## Інші версії про медовий місяць
Вольтер писав у своєму романі «Задиг, або Доля» про те, що перший місяць шлюбу називається медовим, а другий — полиновим. Письменник мав на увазі притирання характерів, яке неминуче в новій сім'ї.
У Стародавньому Вавилоні теж любили мед. Батько нареченої повинен бути подарувати його молодому нареченому стільки, щоб того вистачило на весь місяць після весілля.
Існувала давня весільна традиція: випивати медовий напій родичам нареченого та нареченої, щоб відбулося зближення родин. Вважалося, що медовуха або медове вино допомагає людям краще зрозуміти один одного, зробити відносини ‘солодшими’.